# چینی استخوانی

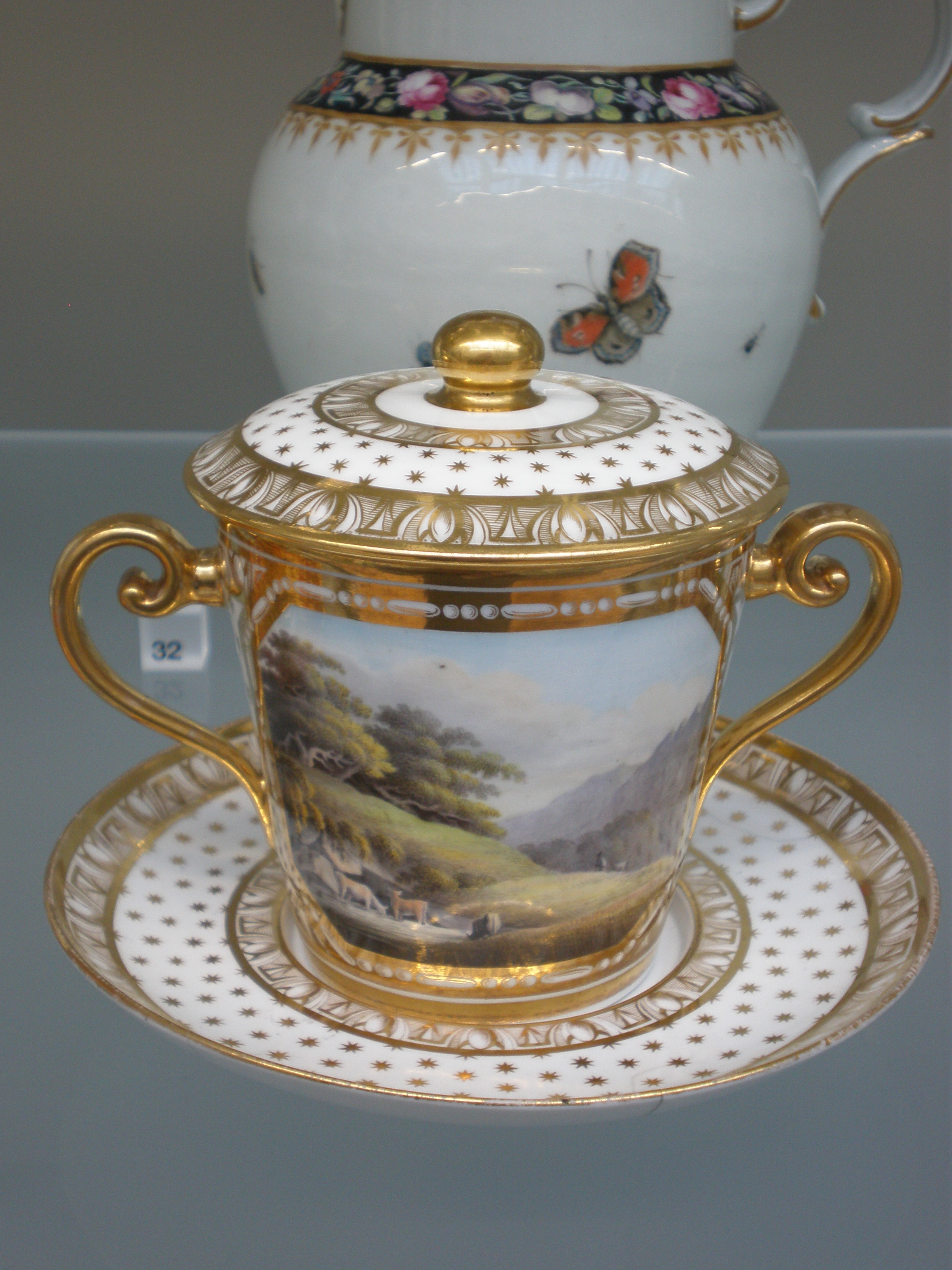
لیوان چینی استخوانی استافوردشایر با روکش شکلاتی، مینا کاری و تذهیب، ق. ۲۰–۱۸۱۵، موزه ویکتوریا و آلبرت

چینی استخوانی نوعی پرسلان است که از خاکستر استخوان، مواد فلدسپاتیک و کائولن تشکیل شده‌است. این ماده به عنوان «ظروف با بدنه شفاف» تعریف شده‌است که حاوی حداقل ۳۰٪ فسفات حاصل از استخوان حیوانات و فسفات است. چینی استخوانی با داشتن مقاومت مکانیکی و فیزیکی بسیار بالا، از ظروف سرامیکی پرسلان یا چینی قوی تر است و به دلیل میزان بالای سفید و شفاف بودن آن مشهور است. مقاومت بالای آن باعث می‌شود تا در مقاطع نازک تری نسبت به انواع دیگر پرسلان تولید شود. مانند ظروف سنگی شیشه ای است، اما به دلیل تفاوت خواص معدنی شفاف است.
در اواسط قرن هجدهم، سفالگران انگلیسی موفق به ساخت پرسلان خمیر سخت (همان‌طور که در آسیای شرقی و پرسلان مایسن ساخته می‌شوند) اما خاکستر استخوان را به عنوان یک افزودنی مفید که به مخلوط‌های پرسلان خمیر نرم، قدرت می‌بخشد یافتند. این امر در کارخانه پرسلان Bow در لندن (از حدود سال ۱۷۴۷ فعالیت می‌کند) استاندارد شد و به برخی دیگر از کارخانه‌های انگلیسی نیز سرایت کرد. این محصول مدرن توسط Josiah Spode سفالگر اهل Staffordshire در اوایل دهه ۱۷۹۰ تولید شد. اسپود شامل کائولن بود، بنابراین فرمول وی، که گاهی اوقات «پرسلان استخوانی استافوردشایر» نامیده می‌شود، به‌طور مؤثری سخت خمیر بود، اما محکم تر بود و نسخه‌ها توسط همه کارخانه‌های اصلی انگلیس تا حدود سال ۱۸۱۵ به تصویب رسید.
از زمان توسعه اولیه و تا اواخر قرن بیستم، چینی استخوانی تقریباً یک محصول منحصراً انگلیسی بود و تولید آن به‌طور مؤثر در استوک آن ترنت انجام می‌شد. اکثر شرکت‌های بزرگ انگلیسی آن را ساختند یا هنوز هم آنرا می‌سازند، از جمله Spode و Worcester , Royal Crown Derby , Royal Doulton و Wedgwood , Mintons. در قرن بیستم ساخت آن در جاهای دیگر آغاز شد، به ویژه در اتحاد جماهیر شوروی سوسیالیستی شوروی، لنینگراد (ЛФЗ)، چین و ژاپن، و چین اکنون بزرگترین تولیدکننده جهان است.
در انگلستان، اشاره به «چینی» یا «پرسلان» می‌تواند به چینی استخوانی اشاره داشته باشد، و «پرسلان انگلیسی» به عنوان اصطلاح آن، چه در انگلیس و چه در سراسر جهان، استفاده شده‌است.

## تاریخچه
اولین تحول در مورد آنچه که به عنوان چینی استخوانی شناخته می‌شود توسط توماس فرای در کارخانه پرسلان چینی Bow در نزدیکی Bow در شرق لندن در سال ۱۷۴۸ انجام شد. کارخانه وی بسیار نزدیک به بازارهای گاو و کشتارگاه‌های لندن و اسکس واقع شده بود و از این رو دسترسی آسان به استخوان‌های حیوانات وجود داشت. فرای تا ۴۵٪ خاکستر استخوان در فرمولاسیون خود برای ایجاد آنچه که «ظروف چینی ریز» نامید استفاده کرد.

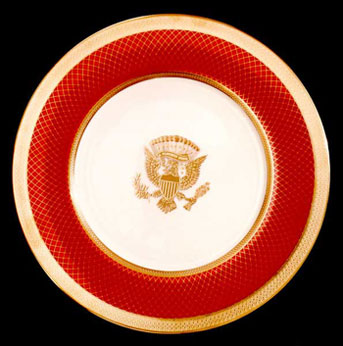
لوحی از خدمات دولتی رونالد ریگان برای کاخ سفید، توسط Lenox

بعداً، Josiah Spode در Stoke-on-Trent این ایده را بین سالهای ۱۷۸۹ و ۱۷۹۳ بیشتر توسعه داد و "Stoke China" خود را در ۱۷۹۶ معرفی کرد. او یک سال بعد ناگهان درگذشت و پسرش جوزیا دوم به سرعت ظروف "چینی استخوانی" را دوباره احیا کرد. از جمله تحولات وی کنار گذاشتن روش فرای که تکلیس استخوانها با هم و با برخی از سایر مواد خام بدن بود، در عوض فقط استخوان را تکلیس کرد. چینی استخوانی به سرعت مشهور شد و منجر به تولید آن توسط سایر تولیدکنندگان سفال انگلیسی شد. فرمول بندی Spode و تجارت وی هر دو موفقیت‌آمیز بودند: فرمولاسیون ۶ قسمت خاکستر استخوان، ۴ قسمت سنگ چینی و ۳٫۵ قسمت خاک رس چینی، پایه و اساس کلیه چینی استخوانی باقی مانده‌است و تنها در سال ۲۰۰۹ بود که شرکت وی، Spode، پذیرش شد قبل از اینکه توسط Portmeirion خریداری شود.

## روش تولید
تولید چینی استخوانی مشابه پرسلان است، با این تفاوت که به دلیل خاصیت پلاستیسیته پایین‌تر و دامنه شیشه سازی باریکتر، مراقبت بیشتری لازم است. فرمولاسیون سنتی برای چینی استخوانی حدود ۲۵٪ کائولن، ۲۵٪ سنگ کورنیش و ۵۰٪ خاکستر استخوان است. خاکستر استخوان که در چینی استخوانی استفاده می‌شود از استخوان‌های گاو ساخته می‌شود که حاوی آهن کمتری است. این استخوان‌ها قبل از ضد ژلاتینه شدن شدن خرد شده و سپس برای تولید خاکستر استخوان تا ۱۲۵۰ سانتیگراد تکلیس می‌شوند. خاکستر به اندازه ذرات ریز خرد می‌شود. اجزای کائولن بدن برای ایجاد انعطاف‌پذیری که به شما اجازه شکل‌دادن به مواد را می‌دهد، لازم است. سپس این مخلوط در حدود ۱۲۰۰ سانتیگراد گرما می‌بیند. مواد اولیه چینی استخوانی نسبتاً گران است و تولید آن بسیار پرکار است، به همین دلیل چینی استخوانی وضعیت لوکس و قیمت بالایی را دارد.
استخوان چین شامل دو مرحله کریستالی، آنورتیت (CAAL 2 سی 2 O 8) و β- تری کلسیم فسفات / whitlockite (کلسیم 3 (PO 4) 2) جاسازی شده در یک مقدار قابل توجهی از شیشه است.

## مکان‌های تولید
تقریباً ۲۰۰ سال از زمان توسعه آن، استخوان چینی تقریباً به‌طور انحصاری در انگلستان تولید می‌شد. در اواسط قرن بیستم تولیدکنندگان در کشورهای دیگر تولید خود را آغاز کردند، اولین تولیدکنندگان موفق در خارج از انگلستان در ژاپن بودند: Noritake , Nikko و Narumi.
در سالهای اخیر تولید در چین به‌طور قابل توجهی گسترش یافته‌است و این کشور در حال حاضر بزرگترین تولیدکننده چینی استخوانی در جهان است. کشورهای دیگر که مقادیر قابل توجهی چینی استخوانی تولید می‌کنند بنگلادش، هند، اندونزی، ایران ، سریلانکا و تایلند هستند.
از آغاز اولین کارخانه، بنگال سفال، در سال ۱۹۶۴، خروجی استخوان چین از کارخانه هند به ۱۰۰۰۰ تن تا سال ۲۰۰۹ افزایش یافته بود. راجستان به قطب چینی استخوانی در هند تبدیل شده‌است و تولید این ایالت در کل ۱۶–۱۷ تن در روز است.
در لنینگراد، اتحاد جماهیر شوروی سوسیالیستی، دستور چینی استخوانی به‌طور مستقل اختراع شد، زیرا تهیه دستور العمل نهایی امکان‌پذیر نبود. تولید چینی استخوانی در کارخانه چینی Lomonosov (Leningradsky Farforovii Zavod - ЛФЗ (LFZ) (پس از فروپاشی اتحاد جماهیر شوروی سوسیالیستی، نام تاریخی IFZ به آن بازگردانده شد) فقط در دهه ۱۹۶۰ آغاز شد. دستورالعمل تهیه شده توسط متخصصان گیاهان شوروی امکان ایجاد پرسلانی را فراهم کرد که از محصولات انگلیسی نازک‌تر و سفیدتر بود. این به لطف رژیم ویژه شلیک محصولات جدار نازک از چینی استخوانی به دست آمد و همه توسعه دهندگان فرمولاسیون جوایز ایالتی اتحاد جماهیر شوروی سوسیالیستی را دریافت کردند. تاکنون ، ЛФЗ (ИФЗ) در سن پترزبورگ، روسیه)] تنها شرکت در روسیه است که محصولات چینی استخوانی تولید می‌کند.
Lenox تنها تولیدکننده عمده چینی استخوانی در ایالات متحده بود و خدمات ریاست جمهوری را به کاخ سفید ارائه داده‌است. این تولید در ایالات متحده برای همیشه در مارس ۲۰۲۰ بسته شد.

## مسائل فرهنگی
در قرن بیست و یکم، «چینی استخوانی اسلامی» در دسترس قرار گرفت، فقط از خاکستر استخوان حیوانات حلال و همچنین خاک رس (به‌طور معمول تر) و دمای پخت بالا استفاده شد. به دلیل استفاده از استخوان‌های حیوانات در تولید چینی استخوانی، برخی از گیاهخواران و گیاهخواران از استفاده یا خرید آن اجتناب می‌کنند.